# Kevin Rafferty
Kevin Rafferty (* 25. Mai 1947 in Boston; † 2. Juli 2020 in New York City) war ein US-amerikanischer Kameramann, Regisseur und Produzent.
Rafferty ist vor allem für seine Arbeit im Dokumentarbereich bekannt. So drehte er etwa The Atomic Café, eine Collage über den amerikanischen Umgang mit der Atombombe der 1940er und 1950er sowie mehrere Filme über die amerikanische Politik. Futter für das Stimmvieh beschreibt den amerikanischen Präsidentschaftswahlkampf, The War Room (in dem er die Kamera und D. A. Pennebaker die Regie führte) die Kampagne des Präsidentschaftskandidaten Bill Clinton. Blut im Gesicht handelte von der ultrarechten Szene der USA, Die letzte Zigarette von der Zigarettenindustrie. Sein im Nachhinein bekanntester Film ist wohl Michael Moores Dokumentarfilm Roger & Me, bei dem er Regie führte.
Kevin Rafferty ist ein Cousin von George W. Bush.

## Filmografie (Auswahl)
- 1982: The Atomic Café
- 1988: Radio Bikini
- 1989: Roger & Me
- 1991: Blood in the face
- 1992: Futter für das Stimmvieh
- 1993: The War Room
- 1999: Die letzte Zigarette

## Auszeichnungen
- 1983: Nominierung für  den Flaherty Documentary Award bester Dokumentarfilm für The Atomic Cafe von der British Academy of Film and Television Arts
- 1991: Nominierung für  den Grand Jury Prize bester Dokumentarfilm für Blood in the Face beim Sundance Film Festival